# Tyranneau de Zeledon
Acrochordopus zeledoni
Espèce
Le Tyranneau de Zeledon (Acrochordopus zeledoni) est une espèce de passereaux placée dans la famille des Tyrannidae.
Son nom rend hommage à l'ornithologue costaricien José Castulo Zeledón (1846-1923).

## Répartition et sous-espèces
Selon la classification de référence du Congrès ornithologique international (14.2, 2025) :
- A. z. zeledoni (Lawrence, 1869) — cordillère de Talamanca ;
- A. z. leucogonys (Sclater & Salvin, 1871) — aire dissoute à travers les Andes boréales ;
- A. z. wetmorei Avelado & Pons, 1953 — serranía de Perijá et sierra Nevada de Santa Marta ;
- A. z. viridiceps Zimmer & Phelps, 1944 — cordillère de la Costa ;
- A. z. bunites Wetmore & Phelps Jr., 1956 — tépuis.